# MYF5
MYF5 (англ. Myogenic factor 5) – білок, який кодується однойменним геном, розташованим у людей на короткому плечі 12-ї хромосоми. Довжина поліпептидного ланцюга білка становить 255 амінокислот, а молекулярна маса — 28 296.
| 10         |  | 20         |  | 30         |  | 40         |  | 50         |
| ---------- |  | ---------- |  | ---------- |  | ---------- |  | ---------- |
| MDVMDGCQFS |  | PSEYFYDGSC |  | IPSPEGEFGD |  | EFVPRVAAFG |  | AHKAELQGSD |
| EDEHVRAPTG |  | HHQAGHCLMW |  | ACKACKRKST |  | TMDRRKAATM |  | RERRRLKKVN |
| QAFETLKRCT |  | TTNPNQRLPK |  | VEILRNAIRY |  | IESLQELLRE |  | QVENYYSLPG |
| QSCSEPTSPT |  | SNCSDGMPEC |  | NSPVWSRKSS |  | TFDSIYCPDV |  | SNVYATDKNS |
| LSSLDCLSNI |  | VDRITSSEQP |  | GLPLQDLASL |  | SPVASTDSQP |  | ATPGASSSRL |
| IYHVL      |  |            |  |            |  |            |  |            |

A: Аланін

C: Цистеїн

D: Аспарагінова кислота

E: Глутамінова кислота

F: Фенілаланін

G: Гліцин

H: Гістидин

I: Ізолейцин

K: Лізин

L: Лейцин

M: Метіонін

N: Аспарагін

P: Пролін

Q: Глутамін

R: Аргінін

S: Серин

T: Треонін

V: Валін

W: Триптофан

Кодований геном білок за функціями належить до активаторів, білків розвитку. 
Задіяний у таких біологічних процесах, як транскрипція, регуляція транскрипції, диференціація клітин, міогенез. 
Білок має сайт для зв'язування з ДНК. 
Локалізований у ядрі.